# 沙田㘭道

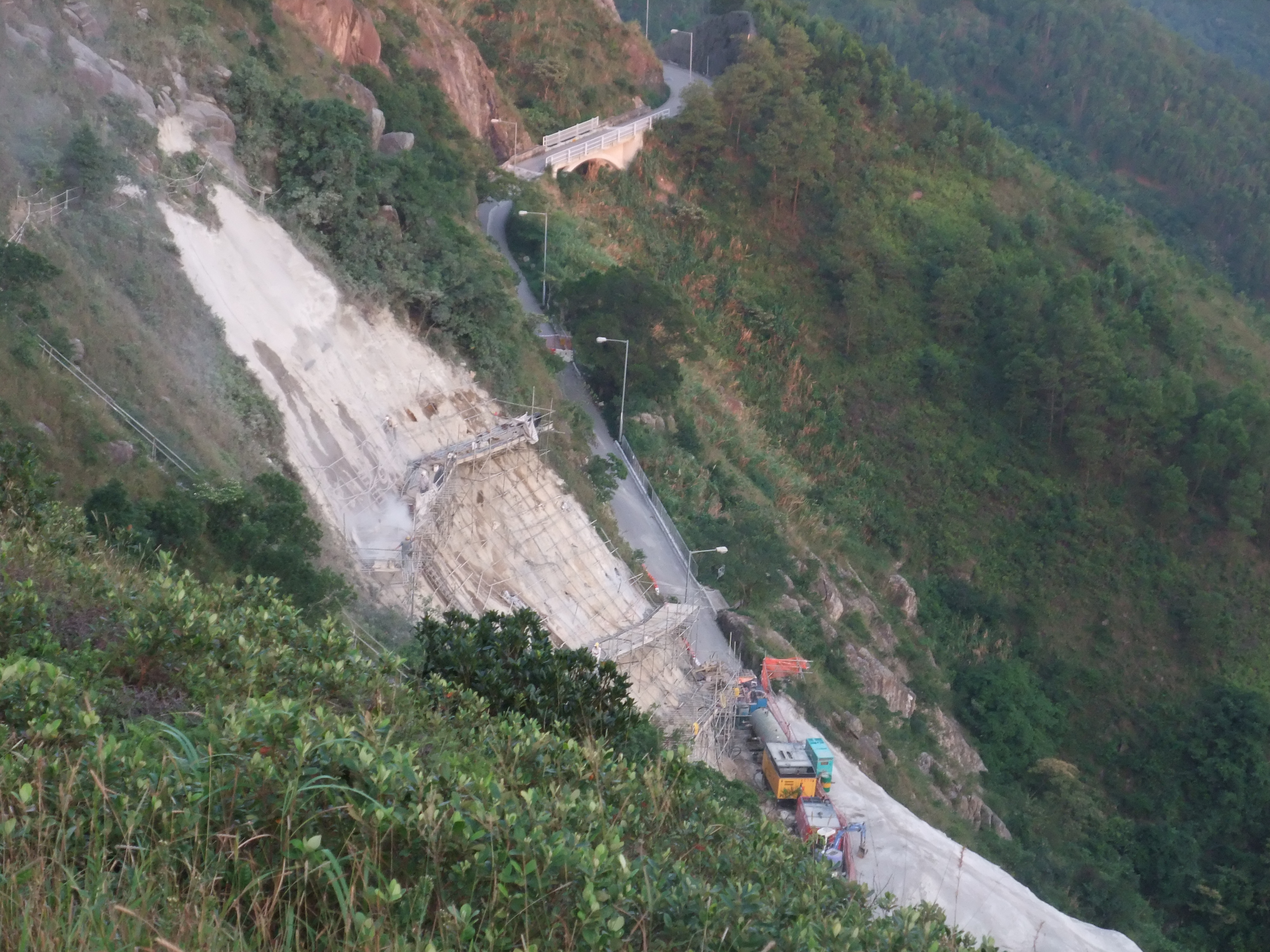
斜坡維修工程

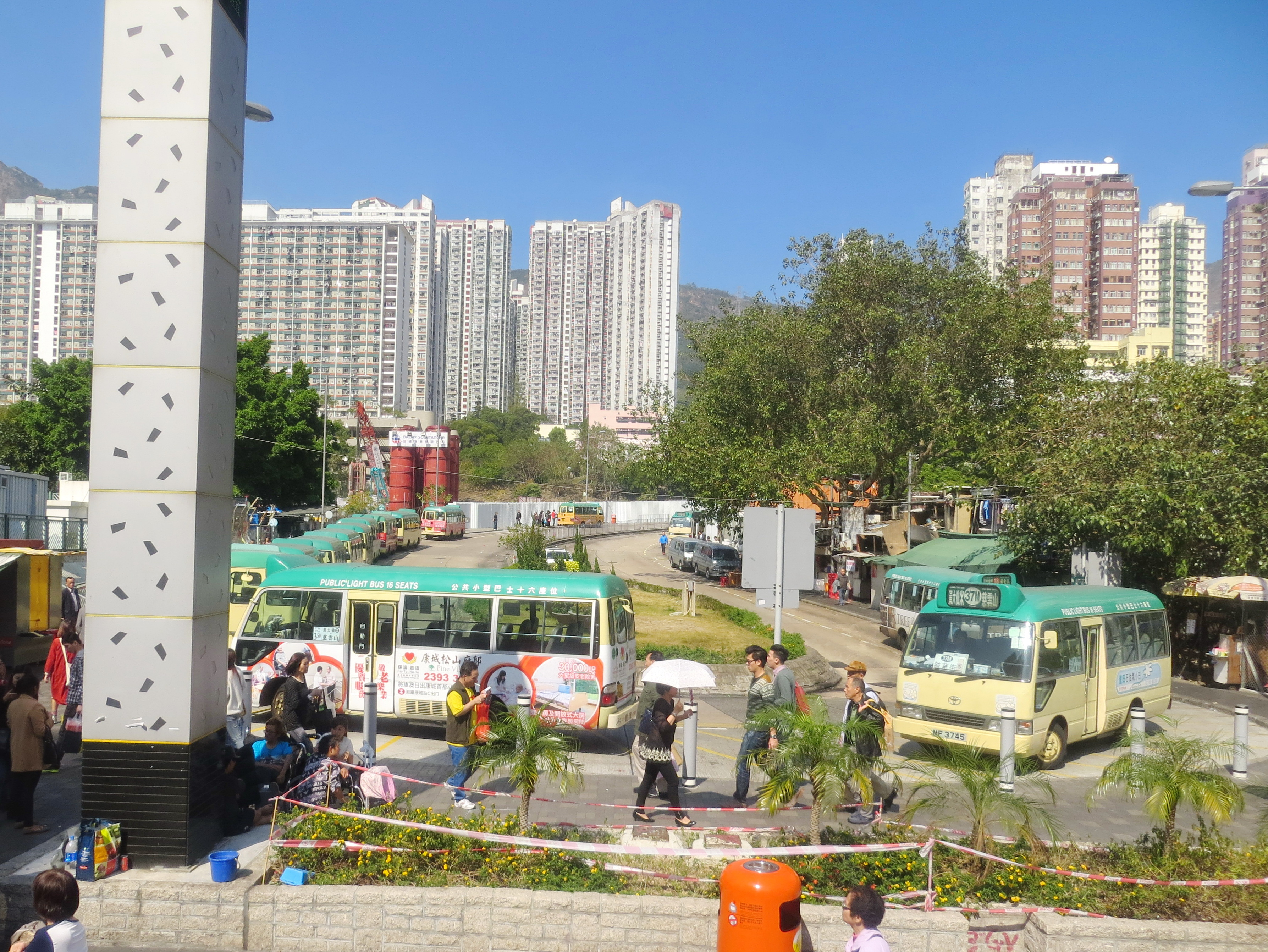
龍翔道北面的沙田坳道，左方有37A、37M、38M線的專線小巴站

沙田㘭道（又稱沙田坳道）是香港九龍黃大仙區的一條行車山路，由黃大仙下邨南邊新蒲崗彩虹道起，經慈雲山往扎山道。
沙田㘭道於龍翔道被分隔成兩段，兩者不能互通，黃大仙中心至黃大仙警署的沙田㘭道需要從彩虹道或東頭村道進入。而竹園道至慈雲山道斜度最高為1:5，慈雲山法藏寺至沙田坳上山的一段車路僅供單線單程北行，駕車南行下山必須經扎山道；另沙田區與新九龍黃大仙區的分界線鄰近法藏寺（位於沙田㘭道400號），沙田區與黃大仙區就是以沙田㘭道為分界，沙田㘭道屬沙田區，道路以南的斜坡屬黃大仙區，路上分有兩個出口，一個通往獅子山郊野公園、沙田頭、水泉澳邨和茅笪，另一個出口通往觀坪路。
據香港政府地政總署的資料顯示，沙田坳道名為沙田㘭道，路牌亦按此印製。

## 歷史
沙田坳道是由19世紀駐港英軍所建的。然而，隨着20世紀初九廣鐵路的開通及大埔公路的建成，沙田坳的通道才逐漸式微，僅為居民出入及行山路徑。
因為2008年6月香港暴雨所引發的山泥傾瀉的關係，獅子亭和觀坪路（吊草岩）之間的一段沙田坳道曾暫時封閉，影響到麥理浩徑第五段和衛奕信徑第四段的使用者。當年的毅行者因此亦需用改道。受影響的路段至2008年12月22日才重新開放。

## 事件
- 2014年2月19日早上六時許，一名車長駕駛一輛準備行走11C線往竹園邨的富豪奧林比安（AV509／HT9608）時，疑車長不熟路，錯誤把車輛駛上沙田坳道，直至駛入近慈雲山法藏寺對開一個狹窄左彎被困，始發覺走錯路。結果兩名車務職員及警員到場，協助車長看位倒車，才安全駛回竹園邨巴士總站[3]。

## 外部連結
- （繁體中文）沙田㘭道 （页面存档备份，存于）